# Ліза-Марія Келлермайр
Ліза-Марія Келлермайр (нім. Lisa-Maria Kellermayr; 22 жовтня 1985 — 29 липня 2022) — австрійський лікар. Здобула широку популярність, коли їй стали масово погрожувати так звані «антиваксери» — противники вакцинації та критики заходів захисту від коронавірусу під час пандемії COVID-19. У результаті вона закрила свою практику, замкнулася у своєму будинку та через місяць наклала на себе руки.
Влада, особливо австрійська поліція, неодноразово звинувачувалась у провалі розслідування цієї справи.

## Біографія
Келлермайр пройшла навчання на фельдшера. Потім вивчала медицину у Граці та Відні, працювала у реабілітаційній клініці у Бад-Ішлі. З березня 2020 року працювала у службі швидкої допомоги лікарем загальної практики та кілька місяців пропрацювала у боротьбі з пандемією коронавірусу.
Келлермайр виявила, що глюкокортикоїд будесоніду запобігає тяжкому прогресу COVID-19 і госпіталізації. Цими знаннями вона поділилася наприкінці жовтня 2020 року на онлайн-курсі підвищення кваліфікації дільничних лікарів. Навряд чи це було відомо широкому загалу.
Протягом кількох місяців Келлермайр надходили погрози від противників вакцинації. Загрози на її адресу почалися після її критики у Twitter демонстрації противників протиковідних заходів перед клінікою у Вельсі 16 листопада 2021 року. Поліція Верхньої Австрії назвала твіт Келлермайр «хибною тривогою» та звинуватила її у «висуванні себе на публіку для самореклами».
Келлермайр видалила свій твіт і попросила поліцію видалити твіт, написаний у відповідь. Вона написала у Твіттері: «Цей твіт став основою для потоку образ, наклепів, погроз, щоб завдати мені максимальної шкоди. Його використовують як причину називати мене брехухою, відьмою». Поліція не відповіла та не видалила твіт навіть через кілька місяців, коли справа вже привернула широку увагу засобів масової інформації. Келлермайр стала відома у колах радикальних противників вакцинації завдяки поліцейському твіту та стала об'єктом погроз розправи, залякування та жорстокого поводження.
Вона отримала кілька погроз від людини, яка називала себе «Клаас Вбивця». Він погрожував «зарізати» Келлермайр, «одурити та катувати її у підвалі». Келлермайр попросила захисту у поліції, але її прохання було відхилено. За словами Келлермайр, щоб захистити себе та своїх співробітників, вона витратила 100 000 євро на заходи безпеки та персонал приватної охорони. Співробітники служби безпеки неодноразово відбирали ножі-метелики у людей, які хотіли увійти до її лікарського кабінету.
6 квітня 2022 року до прокуратури Вельсу на невідомих осіб було подано заяву про небезпечні погрози на адресу Келлермайр, сліди можливого злочинця вели до Німеччини. 14 червня 2022 року австрійський суд припинив розслідування, оскільки можливий злочинець все одно не міг бути засуджений в Австрії. Потім головний представник поліції Верхньої Австрії Девід Фуртнер сказав ORF, що Келлермайр виставляє себе на загальний огляд і порадив їй звернутися за психологічною допомогою.
Наприкінці червня 2022 року Келлермайр закрила свою практику. Австрійське Управління захисту конституції тоді вперше почало займатися цією справою. Німецька жінка-хакер надала інформацію про «Клааса Вбивцю». Впізнати людину «не склало особливих зусиль», поліція «очевидно нічого не зробила з цього приводу», сказала вона «Die Presse». Поліція Верхньої Австрії відкинула звинувачення, а Управління державної безпеки та розвідки заявило, що серйозно ставиться до результатів дослідження хакера.
28 липня 2022 року Келлермайр говорила зі Standard.at. 29 липня 2022 року вона була знайдена мертвою у кабінеті лікаря у Зеевальхен-ам-Аттерзеї. Вона скоїла самогубство.

## Реакція

### Австрійська влада та політики
Про подальші розслідування австрійської влади нічого не відомо. Представник поліції Девід Фуртнер зі своїм адвокатом подав позов до суду та заявив про припинення та утримання від дій проти користувача Twitter, який розкритикував його заяви.
Канцлер Карл Негаммер (ÖVP) нічого не сказав по цій справі. Свою занепокоєність висловили голова SPÖ Памела Ренді-Вагнер і мер Відня Міхаель Людвіг (SPÖ). NEOS оголосила, що розпочне парламентське розслідування дій поліції.

### Німецька влада та політики
Речник прокуратури Мюнхена II, органу, відповідального за район навколо баварської столиці Мюнхена, через чотири дні після смерті Келлермайр підтвердила «розслідування щодо чоловіка за підозрою в образах і погрозах».
Міністр охорони здоров'я Німеччини Карл Лаутербах (СДПН), який з початку пандемії COVID-19 сам зіткнувся з масовими погрозами, написав у Твіттері: «Вона врятувала життя інших, а втратила своє. Твою роботу продовжують інші. Держава повинна захищати таких, як вона». Лідер партії СДПН Саскія Ескен закликала людей підтримати жертв психологічного насильства.
Німецький Центр моніторингу, аналізу та стратегії (CeMAS) заявив, що стратегія послідовного нападу на людей дуже специфічно використовується середовищем латерального мислення і, на жаль, у багатьох випадках дає бажаний ефект. Багато з тих, хто зазнав нападу, замикаються у собі або більше не виражають певних речей, оскільки ступінь ризику важко оцінити, особливо самотнім людям, і загроза може бути дуже реальною. Є тип людей, які діють цілеспрямовано, постійно загрожують тим, хто думає інакше, і людям, які дають волю своєї ненависті, але діють менш стратегічно.